# 辻堂太平台
辻堂太平台（つじどうたいへいだい）は、神奈川県藤沢市にある地名。現行行政町名は辻堂太平台一丁目および辻堂太平台二丁目。住居表示実施済み区域。

## 地理
藤沢市の南部に位置する。東に引地川が流れる。
北は辻堂元町、東は本鵠沼および鵠沼海岸、南西は辻堂東海岸である。南から順に一丁目および二丁目がある。

### 地価
住宅地の地価は、2023年（令和5年）1月1日の公示地価によれば、辻堂太平台1-7-2の地点で22万6000円/m2となっている。

## 歴史
平安時代は、大庭御厨の一部で伊勢神宮の荘園であった。昭和初期には、別荘地として開発された。

### 地名の由来
「太平台」は、大字辻堂時代の小字を継承したもの。昭和初期、この地域を別荘地として開発した平沼覚三郎と、当時の藤沢町長の大野守衛の苗字から、引地川にかかる橋を「大平橋」と名づけたことに由来する。

### 沿革
- 平安時代中期（10世紀） - 相模国高座郡土甘（とかみ・となみ）郷の一部となる。
- 1104年（長治元年）ころ - 鎌倉景正が大庭御厨を開拓し、その一部となる。
- 鎌倉時代 - 辻堂および茅ヶ崎を含む広域の地名で「八的ヶ原」（やまとがはら）、後に「八松ヶ原」（やつまつがはら）と呼ばれる。

- 1873年（明治6年）5月1日 - 神奈川県が区番組制を施行し、辻堂村は第17区となる。小字および地番が制定される。
- 1878年（明治11年）11月18日 - 郡区町村編制法により、行政区画としての高座郡辻堂村が編成され、当地はその一部となる。
- 1889年（明治22年）4月1日 - 町村制が施行され、辻堂村、大庭村、羽鳥村および稲荷村が合併し、神奈川県高座郡明治村となる。
- 1908年（明治41年）4月1日 - 明治村、藤沢大坂町および鵠沼村が合併して、藤沢町となる。
- 1935年（昭和10年）10月 - 神奈川県による引地川下流部の改修完工。鵠沼堰、大平橋架橋。
- 1940年（昭和15年）10月1日 - 藤沢町が市政を敷き、藤沢市となる。
- 1961年（昭和36年）5月29日 - 当地域内に神奈川県道藤沢小和田線（後の神奈川県道30号戸塚茅ヶ崎線）が開通。
- 1967年（昭和42年）10月1日 - 辻堂太平台一丁目および二丁目を新設[8]。
- 1984年（昭和59年）3月 - 引地川大平橋、コンクリート橋に掛け替え。

### 町名の変遷
| 実施後           | 実施年月日    | 実施前（各字名ともその一部）       |
| ---------------- | ------------- | ---------------------------------- |
| 辻堂太平台一丁目 | 1967年10月1日 | 大字辻堂字堂面・字太平台           |
| 辻堂太平台二丁目 | 1967年10月1日 | 大字辻堂字長久保・字堂面・字太平台 |

## 世帯数と人口
2023年（令和5年）9月1日現在（藤沢市発表）の世帯数と人口は以下の通りである。
| 丁目             | 世帯数    | 人口    |
| ---------------- | --------- | ------- |
| 辻堂太平台一丁目 | 973世帯   | 2,522人 |
| 辻堂太平台二丁目 | 1,055世帯 | 2,557人 |
| 計               | 2,028世帯 | 5,079人 |

### 人口の変遷
国勢調査による人口の推移。
| 年                 | 人口  |
| ------------------ | ----- |
| 1995年（平成7年）  | 3,452 |
| 2000年（平成12年） | 3,398 |
| 2005年（平成17年） | 4,067 |
| 2010年（平成22年） | 4,510 |
| 2015年（平成27年） | 4,792 |
| 2020年（令和2年）  | 5,052 |

### 世帯数の変遷
国勢調査による世帯数の推移。
| 年                 | 世帯数 |
| ------------------ | ------ |
| 1995年（平成7年）  | 1,290  |
| 2000年（平成12年） | 1,306  |
| 2005年（平成17年） | 1,585  |
| 2010年（平成22年） | 1,697  |
| 2015年（平成27年） | 1,831  |
| 2020年（令和2年）  | 1,968  |

## 学区
市立小・中学校に通う場合、学区は以下の通りとなる（2015年6月時点）。
| 丁目             | 番地 | 小学校             | 中学校             |
| ---------------- | ---- | ------------------ | ------------------ |
| 辻堂太平台一丁目 | 全域 | 藤沢市立辻堂小学校 | 藤沢市立湘洋中学校 |
| 辻堂太平台二丁目 | 全域 | 藤沢市立辻堂小学校 | 藤沢市立湘洋中学校 |

## 事業所
2021年（令和3年）現在の経済センサス調査による事業所数と従業員数は以下の通りである。
| 丁目             | 事業所数 | 従業員数 |
| ---------------- | -------- | -------- |
| 辻堂太平台一丁目 | 22事業所 | 97人     |
| 辻堂太平台二丁目 | 48事業所 | 765人    |
| 計               | 70事業所 | 862人    |

### 事業者数の変遷
経済センサスによる事業所数の推移。
| 年                 | 事業者数 |
| ------------------ | -------- |
| 2016年（平成28年） | 55       |
| 2021年（令和3年）  | 70       |

### 従業員数の変遷
経済センサスによる従業員数の推移。
| 年                 | 従業員数 |
| ------------------ | -------- |
| 2016年（平成28年） | 686      |
| 2021年（令和3年）  | 862      |

## 交通

### バス
- 神奈川中央交通
  - 藤04系統：藤沢駅北口 - 鵠沼小学校前・浜見山 - 辻堂団地
  - 藤06系統：藤沢駅北口 - 鵠沼小学校前・浜見山 - 辻堂駅南口
- 江ノ電バス
  - 辻堂団地線：藤沢駅北口 - 鵠沼小学校前・浜見山 - 辻堂団地
  - 長久保線：藤沢駅北口 - 鵠沼小学校前・浜見山 - 辻堂駅
  - 太平台線：辻堂駅 - 浜見山・太平台・藤原 - 鵠沼車庫前

神奈川中央交通の藤04系統と江ノ電バスの辻堂団地線、および神奈川中央交通の藤06系統と江ノ電バスの長久保線は同一路線で両社の共同運行。

### 道路
- 神奈川県道30号戸塚茅ヶ崎線

## 施設
- 長久保公園
- 湘南太平台病院

## その他

### 日本郵便
- 郵便番号 : 251-0044[3]（集配局 : 藤沢郵便局[18]）。